# Toninho Guerreiro
Antônio Ferreira, beter bekend als Toninho Guerreiro (Bauru, 10 augustus 1942 – São Paulo,  26 januari 1990) was een Braziliaans voetballer.

## Biografie
Hij begon zijn carrière bij Noroeste uit zijn thuisstad. In 1963 maakte hij de overstap naar het Santos van de wereldsterren Pelé, Coutinho, Pepe en Gilmar. In het eerste jaar bij de club behaalde Santos de wereldtitel, maar stelde Toninho in geen van de drie wedstrijden tegen AC Milan op, wegens de zware concurrentie. Verder won hij vijf keer het Campeonato Paulista met de club, drie keer het Torneio Rio-São Paulo en drie keer de landstitel. In 1969 ging hij naar São Paulo, waarmee hij ook twee keer de staatstitel won.
Op 25 juli 1968 maakte hij zijn debuut bij het nationale elftal tegen Paraguay, waarin hij meteen scoorde. In 1969 speelde hij mee in een officieuze interland tegen een selectie van de staat Sergipe, waarin hij een hattrick scoorde. Naar eigen zeggen zou hij ook geselecteerd worden voor het WK 1970, maar werd hij door de bondscoach niet gevraagd omdat de Braziliaanse president erop aandrong om Dadá Maravilha te selecteren.